# At the Arena ov Aion - Live Apostasy
At the Arena ov Aion – Live Apostasy è il primo album live del gruppo blackened death metal Behemoth. È stato pubblicato nell'ottobre 2008 sotto l'etichetta Regain Records. È stato pubblicato anche sotto forma di digibook.

## Tracce
1. Rome 64 e.v.
2. Slaying the Prophets Ov Isa – 3:39
3. Antichristian Phenomenon – 4:13
4. Demigod – 3:35
5. From the Pagan Vastlands – 3:56
6. Conquer All – 4:17
7. Prometherion – 3:14
8. Drum Solo – 1:14
9. Slaves Shall Serve – 3:08
10. As Above So Below – 5:46
11. At the Left Hand Ov God – 4:57
12. Summoning ov the Ancient Ones – 5:23
13. Christgrinding Avenue – 4:04
14. Christians to the Lions – 3:16
15. Sculpting the Throne Ov Seth – 4:55
16. Decade Ov Therion – 2:47
17. Chant for Ezkaton 2000 e.v. – 5:28

Durata totale: 63:52
Tracce bonus
- Tracce presenti solo nell'edizione digipack:

1. I Got Erection (Turbonegro cover)
2. Pure Evil & Hate

## Formazione
- Adam "Nergal" Darski - voce, chitarra
- Tomasz "Orion" Wróblewski - basso, seconda voce
- Zbigniew Robert "Inferno" Promiński - batteria e percussioni
- Patryk Dominik "Seth" Sztyber - chitarra